# Ken Davitian
Kenneth (Ken) Davitian (19 de junio de 1953) es un actor estadounidense, más conocido por su papel como Azamat Bagatov, un personaje que habla armenio durante toda la comedia Borat: Lecciones culturales de América para beneficio de la gloriosa nación de Kazajistán, del 2006.

## Primeros años
Es de ascendencia armenio-iraní y nació en Los Ángeles, California. Obtuvo una licenciatura en teatro en el Whittier College.[cita requerida]

## Carrera
Inicialmente, apareció en las películas estadounidenses de frambuesa, Summer Bikini, Fuerza máxima, Frogtown II y La intención sexual. En 1994, apareció en la película El silencio de los jamones, una parodia de El silencio de los corderos. Ha aparecido en series de televisión como Becker, ER, Arli $ $, The Shield, Gilmore Girls, Six Feet Under, Boston Legal, The Closer y Mind of Mencia. Ha participado en videos musicales; por ejemplo, en Stand Inside Your Love (2000), de The Smashing Pumpkins. Apareció en la película Meet the Spartans, como Jerjes.También, en Stone & Ed (2008), en la que interpreta a un narcotraficante llamado Señor Gordo. Y en una escena de fondo de la serie According to Jim.[cita requerida]

## Otros trabajos
Davitian fundó un restaurante en 2003 llamado The Dip, ubicado en Los Ángeles, California, que ya tiene dos sucursales.[cita requerida]

## Filmografía
| Año  | Título                                                                              | Personaje              |
| 2000 | Our Lips Are Sealed                                                                 | Mobster                |
| 2002 | The Shield                                                                          | Armenian Mobster       |
| 2003 | S.W.A.T.                                                                            | Uncle Martin Gascoigne |
| 2003 | Holes                                                                               | Igor Barkov            |
| 2003 | A Man Apart                                                                         | Ramon Cadena           |
| 2006 | Borat: Cultural Learnings of America for Make Benefit Glorious Nation of Kazakhstan | Azamat Bagatov         |
| 2007 | South of Pico                                                                       | Nick                   |
| 2007 | Lucky You                                                                           | Poker Player           |
| 2008 | Meet the Spartans                                                                   | Xerxes                 |
| 2008 | Superagente 86                                                                      | Shtarker               |
| 2008 | Soul Men                                                                            | Ardesh Kezian          |
| 2009 | Chuck                                                                               | Tío Bernie             |
| 2009 | Lonely Street                                                                       | Motel Owner            |
| 2009 | Not Forgotten                                                                       | Father Salinas         |
| 2011 | You May Not Kiss The Bride                                                          | Father Vlatko          |
| 2011 | The Cape                                                                            | Store Owner            |
| 2011 | The Artist                                                                          | Pawnbroker             |
| 2013 | Walk of Shame                                                                       | Conductor de taxi      |
| 2013 | It's Always Sunny in Philadelphia                                                   | Snyder                 |
| 2014 | Two and a Half Men ("Lotta Delis in Little Armenia")                                | Mr. Mardirosian        |
| 2014 | Pocket Listing                                                                      | Mr. Mousian            |
| 2016 | Going Under                                                                         |                        |
| 2024 | Angels Fallen: Warriors of Peace                                                    | TBA                    |